# Methodist Church in Fiji and Rotuma
Die Methodist Church in Fiji and Rotuma ist die größte christliche Denomination in Fidschi. Zusammen mit dem traditionellen Häuptlingssystem und der Regierung hat die Kirche eine Schlüsselstellung in der Machtstruktur von Fidschi.
Kirchenpräsident ist derzeit Epineri Vakadewavosa (2021).

## Organisation
Laut einer Zählung 1996 machten die Mitglieder der Kirche 36.2 % der Bevölkerung aus, wobei der Anteil bei den indigenous Fijians bei 66,6 % liegt. Von den 280.628 Personen, die sich selbst als Methodisten bezeichnen, waren 261.972 indigenous Fijians, 5.432 Indo-Fijians (1,6 % aller ethnischen Inder) und 13.224 gehörten anderen ethnischen Gemeinschaften an. Die Kirche hat 2.860 Gemeinden, die von 430 Pastoren betreut werden. Verwaltungstechnisch ist die Kirche in 338 Kreise (circuits) und 56 Abteilungen (divisions) eingeteilt. Aktuell verzeichnet die Kirche 212.860 Mitglieder.
Der Präsident der Kirche, der mindestens seit zehn Jahren ordinierter Pastor (Minister) sein muss, wird auf der jährlichen Konferenz für einen Zeitraum von maximal drei Jahren gewählt.

## Geschichte

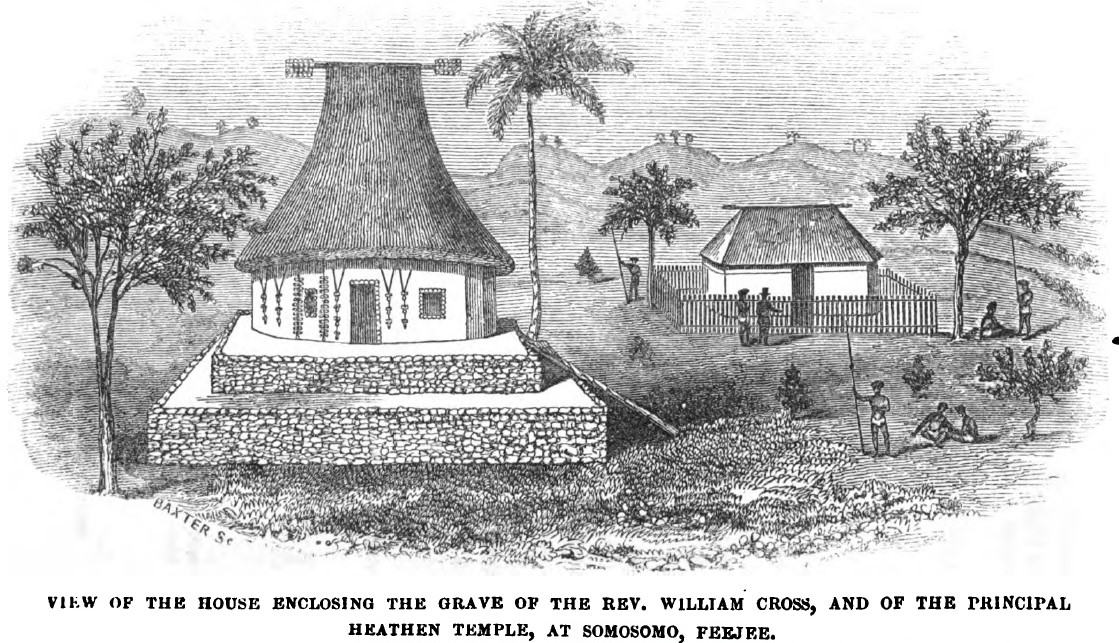
Zeichnung des Hauses mit dem Grab von Rev. William Cross, sowie der heidnische Haupttempel, Somosomo, „Feejee“ (IV, November 1847: S. 120)

Das Christentum wurde in Fidschi erst 1830 von drei tahitianischen Lehrern der London Missionary Society eingeführt. Die Wesleyan Missionary Society mit Sitz in Australien begann ihre Arbeit in Lakeba in den Lau-Inseln am 12. Oktober 1835 unter David Cargill und William Cross, zusammen mit einigen Tongaern. Die Konversion einiger prominenter Häuptlinge, inklusive Seru Epenisa Cakobau, 1854  führte zur Konversion des Großteils der Bevölkerung.
1879 begann eine umfangreiche Einwanderung von Indern nach Fidschi und bereits 1892 begann eine Indian Mission.
1964 wurde die Methodist Church in Fiji eine unabhängige Einheit. Sie ist Mitglied des Ökumenischen Rates der Kirchen (seit 1976), der Pacific Conference of Churches, des Fiji Council of Churches und des World Methodist Council.

### Staatsstreich 2006
Die mächtige Kirche hatte die vorhergehenden drei Staatsstreiche unterstützt (1977, 1987, 2003) aber kritisierte den Staatsstreich 2006.
Scharf verurteilte die Methodistische Kirche den Staatsstreich, der von den Streitkräften Fidschis am 5. Dezember 2006 ausgeführt worden war. Die Kirche veröffentlichte am 2. Februar 2007 ein 20-Punkte-Statement, in dem sie die verschiedenen Faktoren des Coup analysierte und auch das Vorgehen des Militärkommandanten, Kommodore Frank Bainimarama kritisierte, der den Staatspräsidenten Ratu Josefa Iloilo abgesetzt hatte, das Kabinett entlassen und das Parlament aufgelöst hatte, wobei alle Vorgehensweisen rechtlich möglich gewesen seien. Das Statement appellierte an Bainimarama, als Interim-Premierminister zurückzutreten um ein „politisch neutrales“ Interim-Kabinett aufzustellen, an dem respektierte Bürger beteiligt wären. Die Kirche rief auch den 86-jährigen Präsidenten Iloilo auf, der öffentlich die Vorgehensweise des Militärs unterstützt hatte, sich „medizinisch behandeln zu lassen“ (medically boarded) und, falls nötig, ihn „mit Würde in den Ruhestand zu schicken“ (retired with dignity).
Während die Kirche den Staatsstreich verurteilte, ging sie in ihrem Statement nicht so weit, die Wiedereinsetzung der abgesetzten Regierung zu fordern, in der Erkenntnis, dass eine normale demokratische Herrschaft eines längeren Prozesses der Wiederherstellung bedurfte.
Das Statement der Methodist Church führte zu einer wütenden Reaktion von dem Militärsprecher Major Neumi Leweni, der sagte, die Kirche habe sich benutzen lassen.

## Kirchenpräsidenten
- Tuikilakila Waqairatu 2011–2014
- Tevita Nawadra Banivanua 2014-.[6]
- Epineri Vakadewavosa